# Laboulbeniales
Laboulbeniales — порядок аскомікотових грибів класу Laboulbeniomycetes. Містить 2325 видів. Це облігатні ектопаразити комах, які вирощують клітинну слань з двох одноклітинних аскоспор. Laboulbeniales зазвичай не вбивають своїх господарів, хоча вони можуть погіршити стан господаря, якщо щільність паразитів висока. Ці гриби не ростуть окремо від своїх господарів. Від моменту зараження господаря до дозрівання спор проходить 10-20 днів.